# 谭祥金
谭祥金（1939年4月19日—2021年7月6日），男，湖南津市人，中国图书馆学家，曾任北京图书馆副馆长，中山大学教授。

## 家庭
妻子赵燕群曾任中山大学图书馆馆长。